# Oberbefehlshaber West
L’Oberbefehlshaber West (que l'on peut traduire en français par le « haut-commandement de l’Ouest »), souvent abrégé en Ob. West ou OB West dans les documents allemands, était pendant la Seconde Guerre mondiale le centre de commandement des forces de la Wehrmacht sur le Front occidental. Ce grand état-major ou plutôt son chef était directement subordonné à Hitler. L'Ob. West ne commandait pas vraiment les troupes navales allemandes (Kriegsmarine), ni l'aviation allemande (Luftwaffe) présentes dans sa zone de commandement, à l'inverse du SHAEF des Alliés.

## Historique

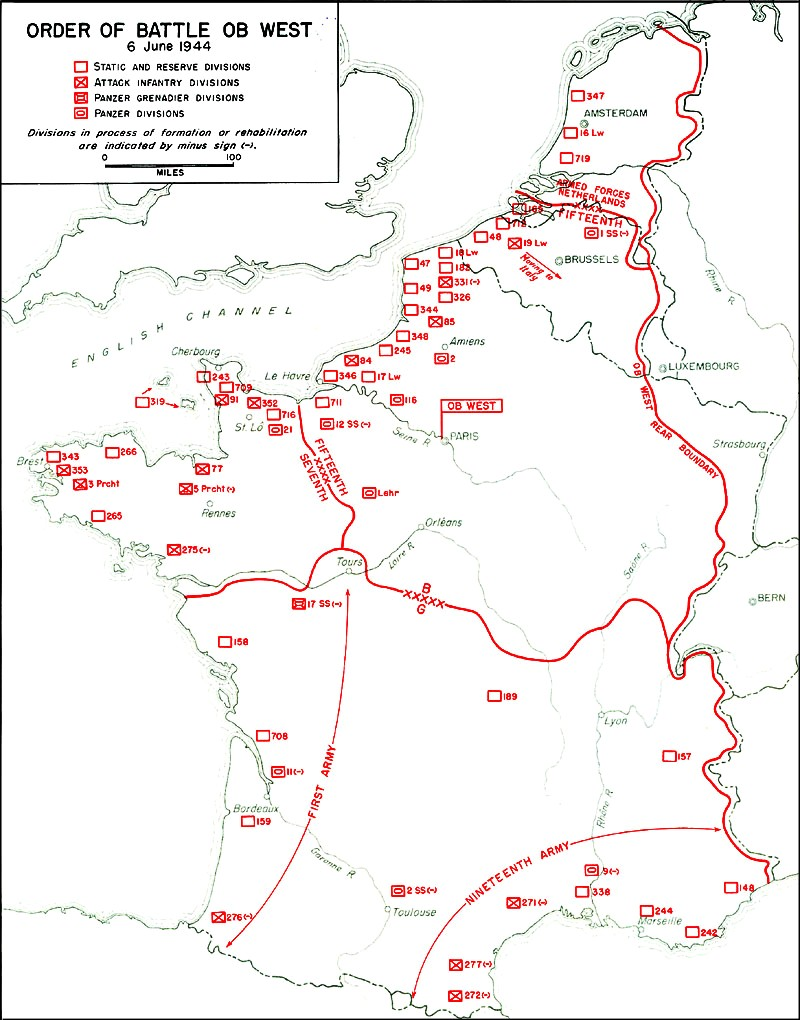
Situation de l'Ob. West le 6 juin 1944.

Le 10 octobre 1940, le Heeresgruppe A reçoit officiellement en plus la dénomination d’Oberbefehlshaber West et commande la 9. Armee et la 16. Armee, stationnées en Normandie et dans le Nord de la France, dans le cadre de la préparation à l'invasion de l'Angleterre.
Le Groupe d'armées D, constitué officiellement le 26 octobre 1940 en France à partir d'éléments et du personnel du Q.G. du Heeresgruppe C, commande les unités de l'armée d'occupation de la France, de la Belgique et de la Hollande. 
Avec l'abandon de l'opération Seelöwe, l'état-major de l'OB-West est envoyé à l'Est le 1er avril 1941. Le Heeresgruppe D reçoit donc en plus la dénomination d'Oberbefehlshaber West le 15 avril 1941. L'utilisation du terme « Heeresgruppe D » est supprimée le 10 septembre 1944, seul doit subsister Oberbefehlshaber West.
Jusqu'en novembre 1943, OB-West servira en fait de réservoir d'unités à l'OKW pour le front de l'Est et dans une moindre mesure pour l'Italie et les Balkans.
Le 25 mars 1945, l'Oberbefehlshaber West change de nom pour devenir « l’Oberbefehlshaber Süd ».

## Commandement de l'Oberbefehlshaber West

### OB West (Hgr. Kdo. A)
| Début           | Fin            | Commandant                                         |
| --------------- | -------------- | -------------------------------------------------- |
| 10 octobre 1940 | 1er avril 1941 | Generalfeldmarschall (maréchal) Gerd von Rundstedt |

Le maréchal Gerd von Rundstedt était en poste aux commandes du Heeresgruppe A depuis le 1er septembre 1939.

### OB West (Hgr. Kdo. D)

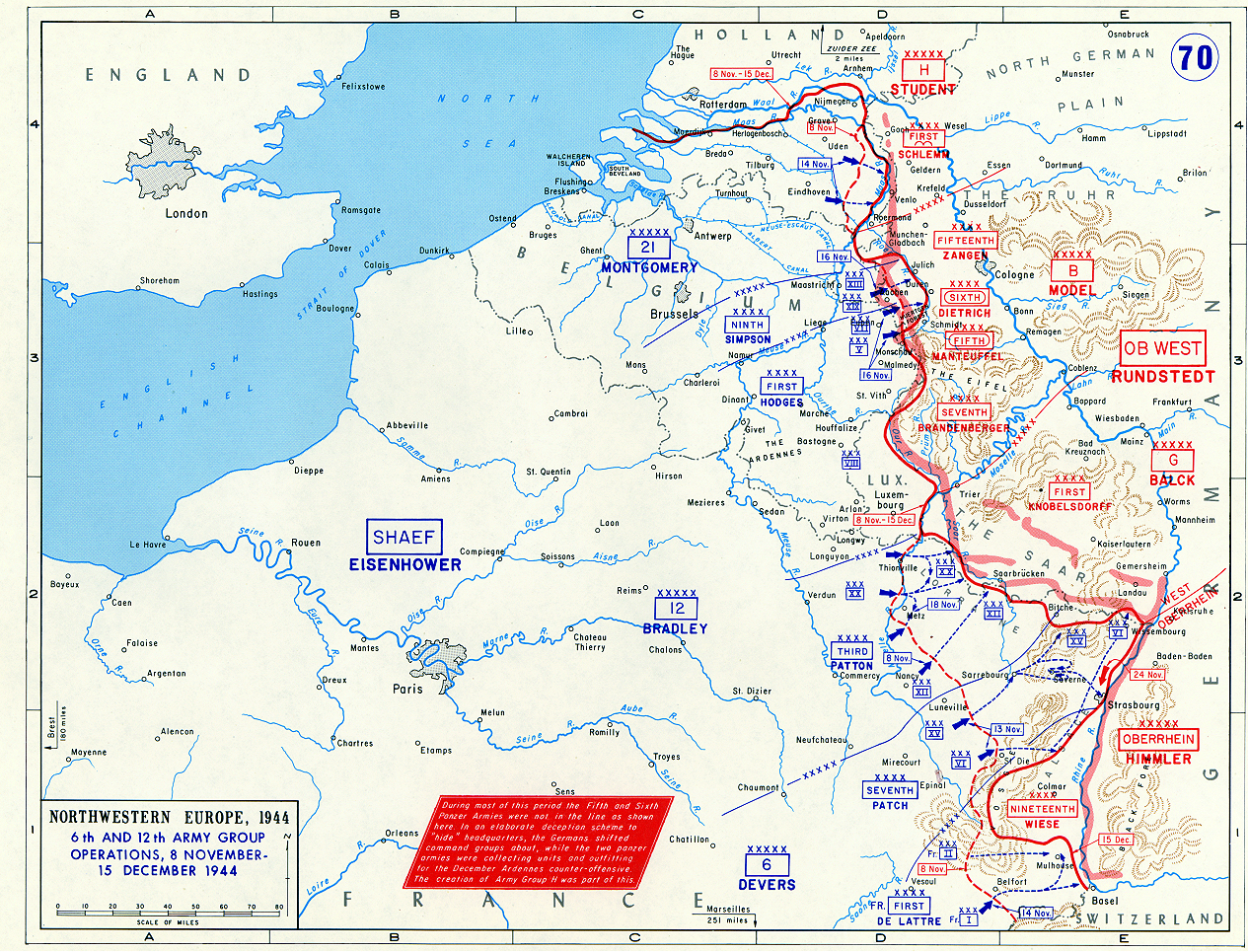
La situation de l'Ob. West du 8 novembre 1944 au 15 décembre 1944 avec du Nord au Sud : le Heeresgruppe H, le Heeresgruppe B, le Heeresgruppe G, et l'Ob. Oberrhein (indépendant).

| Début            | Fin              | Commandant                                             |
| ---------------- | ---------------- | ------------------------------------------------------ |
| 25 octobre 1940  | 14 mars 1942     | Generalfeldmarschall Erwin von Witzleben               |
| 15 mars 1942     | 1er juillet 1944 | Generalfeldmarschall Gerd von Rundstedt                |
| 2 juillet        | 14 août 1944     | Generalfeldmarschall Günther von Kluge                 |
| 15 août          | 4 septembre 1944 | Generalfeldmarschall Walter Model                      |
| 5 septembre 1944 | 9 mars 1945      | Generalfeldmarschall Gerd von Rundstedt                |
| 10 mars          | 25 mars 1945     | Generalfeldmarschall de la Luftwaffe Albert Kesselring |

## Organigrammes

### OB West (Hgr. Kdo. A)
Troupe organique au Groupe d'armées A
- Heeresgruppen-Nachrichten-Abteilung 570

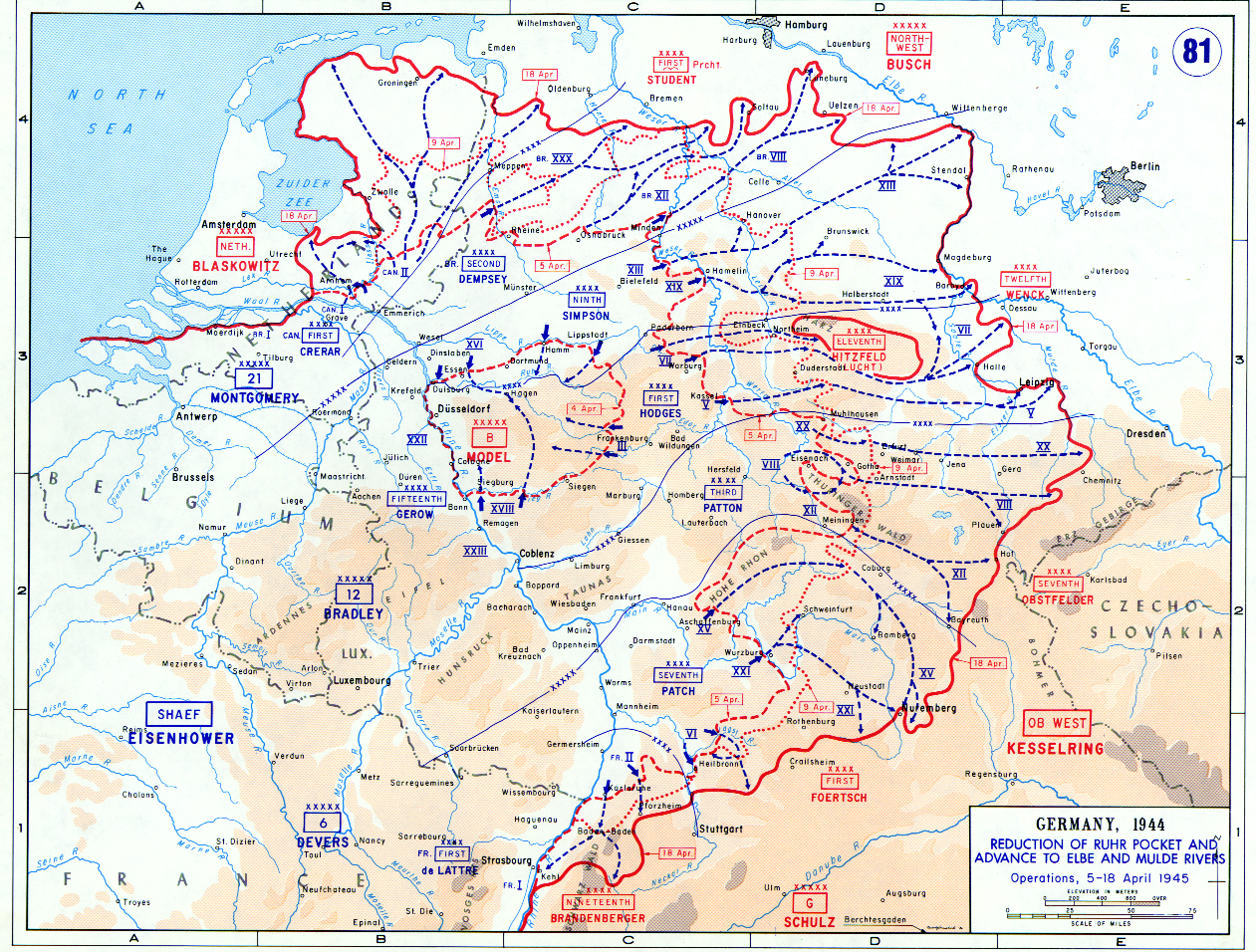
La situation de l'Ob. Nordwest et de l'Ob. Süd (bien que la carte américaine a "OB West") du 5 au 18 avril 1945.

Unités du théâtre d'Opérations de l'OB West (Hgr. Kdo. A)
| 1940              | 1940                |
| ----------------- | ------------------- |
| Novembre-Décembre | 9. Armée, 16. Armée |
| 1941              |                     |
| Janvier-Avril     | 9. Armée, 16. Armée |

### OB West (Hgr. Kdo. D)
Troupe organique au Groupe d'armées D
- Heeresgruppen-Nachrichten-Abteilung 603

Unités du théâtre d'Opérations de l'OB West (Hgr. Kdo. D)
| 1941         | 1941                                                                                              |
| ------------ | ------------------------------------------------------------------------------------------------- |
| Mai-Décembre | 1. Armee, 7. Armee, 15. Armee, Kommandeur d.dt. Heeres in den Niederlanden                        |
| 1942         |                                                                                                   |
| Juin         | 1. Armee, 7. Armee, Armeegruppe Felber, 15. Armee, Kommandeur der dt. Truppen in den Niederlanden |
| 1943         |                                                                                                   |
| Juin         | 1. Armee, 7. Armee, Armeegruppe Felber, 15. Armee, Wehrmachtbefehlshaber Niederlande              |
| Septembre    | 1. Armee, 7. Armee, 19. Armee, 15. Armee, Wehrmachtbefehlshaber Niederlande                       |
| 1944         |                                                                                                   |
| Mai          | Heeresgruppe G, Heeresgruppe B, Panzergruppe West, 1. Fallschirm-Armee                            |
| Août         | Heeresgruppe G, Heeresgruppe B                                                                    |
| Octobre      | Heeresgruppe G, Heeresgruppe B, XXV. Armee-Korps                                                  |
| Décembre     | Heeresgruppe G, Heeresgruppe B, Heeresgruppe H, 6. Panzerarmee                                    |
| 1945         |                                                                                                   |
| Avril        | 19. Armee, Heeresgruppe G, 11. Armee, 24. Armee                                                   |